# Leptosomatum longissimum
Leptosomatum longissimum is een rondwormensoort uit de familie van de Leptosomatidae.